# إدوارد ر. أومالي
إدوارد ر. أومالي (بالإنجليزية: Edward R. O'Malley)‏ هو قاضي ومحامي وسياسي أمريكي، ولد في 13 مارس 1863، وتوفي في 30 مايو 1935. حزبياً، نشط في الحزب الجمهوري. وقد انتخب عضو جمعية ولاية نيويورك.